# شهرستان کحلان عفار
ناحیهٔ کحلان عفار (به عربی: مدیریة کحلان عفار) یک ناحیه و شهرستان در یمن است که در استان حجه واقع شده‌است. شهرستان کحلان عفار ۴۰٬۳۳۳ نفر جمعیت دارد.